# Michel Serres
Michel Serres, född 1 september 1930 i Agen, död 1 juni 2019 i Vincennes, var en fransk filosof, medlem av Franska akademien (stol 18), professor i franska vid Stanford University och i historia vid Sorbonne.
Serres började vid École Navale 1949 och vid École Normale Supérieure 1952 där han studerade matematik, litteraturvetenskap, vetenskapshistoria och filosofi, och tog agrégation i filosofi 1955. Han hade tjänst som marinofficer, innan han doktorerade 1968 med avhandlingar om Leibniz. Under 1960-talet var han kollega med Michel Foucault vid universiteten i Clermont-Ferrand och Vincennes, och blev sedan utnämnd till professor i historia vid Sorbonne. År 1984 erhöll han en professur i franska vid Stanford University. Han blev först känd i akademiska kretsar som en mycket skicklig föreläsare och för sin prosa, vars litterära kvalitet anses vara mycket svår att översätta på ett rättvisande sätt.
Han invaldes i Franska akademien 1990 som Edgar Faures efterträdare på stol 18.
Bland Serres mer framträdande anhängare finns Bruno Latour och Steven Connor.